# Виноробство в Казахстані

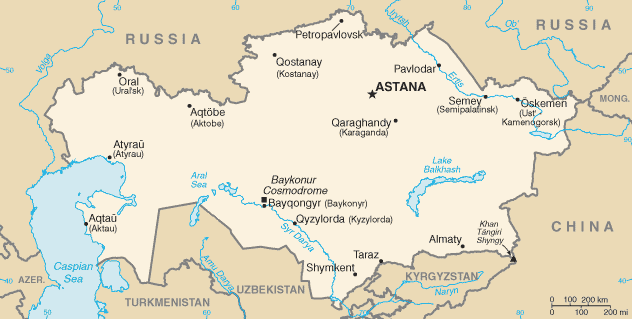
Розташування Казахстану на карті

Казахське вино — це вино, вироблене в Казахстані. Коріння казахської виноробної промисловості можна простежити до VII століття нашої ери, коли в регіон були завезені виноградні лози з сусіднього Узбекистану та Китаю. Незважаючи на те, що близько 4% земель в Казахстані ідеально розташовані для виноградарства, країні вдається виробляти понад 6,2 мільйони галонів (236 000 гл) вина в рік з 32 120 акрів (13 000 га). Завдяки багатим запасам корисних копалин, країна є активним споживачем вина, але повинна імпортувати 80% з 30 мільйонів пляшок, які виробляє.

## Історія

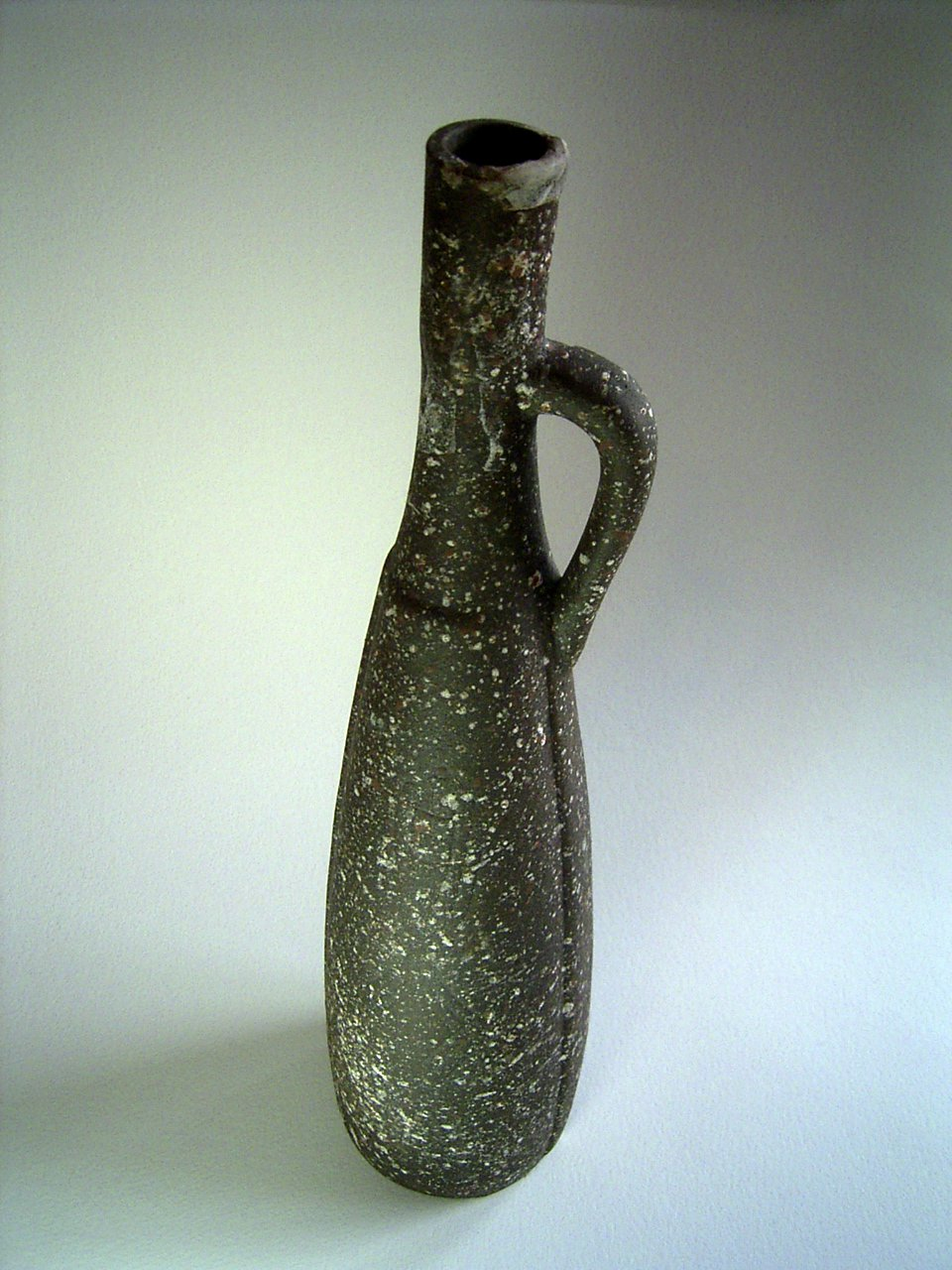
Старовинна пляшка казахського вина.

Найбільш ранні свідоцтва виноградарства в Казахстані з'являються в VII столітті н. е. навколо Шимкента і біля підніжжя Тянь-Шаню в Алматинській області, поряд з казахстансько-киргизстанським кордоном. Вважалося, що виноградники завезені у вище вказаний регіон торговцями з китайської провінції Сіньцзян, а також з Ферганської і Самаркандської областей Узбекистану. Протягом більшої частини історії Казахстану комерційне виноробство велося в невеликих масштабах. На початку XX століття державні виноградники в Алмати, Шимкенті і Таразі були найбільшими виробниками. Після розпаду Радянського Союзу відновився інтерес до казахстанської виноробної промисловості, і Росія стала головним торговим партнером з казахського вина.
В цілому пріоритет віддали недорогому столовому вину, хоча ООН вважає, що континентальний клімат може дозволити виробництво високоякісного крижаного вина.

## Клімат та географія
Як внутрішня країна, Казахстан має дуже типовий континентальний клімат. Більшість виноградників регіону розташовані в південній частині країни, недалеко від кордонів Китаю, Узбекистану та Киргизстану, з декількома невеликими регіонами вздовж Каспійського моря на заході. Середньорічна кількість опадів коливається по всій країні в межах від 100-150 мм в виноробних регіонах навколо Атирау й Актобе до 700-1000 мм в районах навколо річки Талас.

## Сорти винограду
На даний час казахстанське виноробство в основному зосереджено на виробництві десертних вин. В країні вирощується понад 40 сортів винограду, хоча понад половина з них на даний час використовується для виробництва столового винограду, а не для виноробства. До популярних сортів вина відносяться аліготе, алеатіко, каберне фран, каберне совіньон, піно-нуар, рислінг, ркацителі, сапераві, мускат-оттонель, баян ширей, кульжинський, травневий чорний та рубіновий магарача. В цілому виноград — грузинський, такий як Ркацителі і сапераві, знайдений в інших частинах колишнього Радянського Союзу. Останнім часом з'явився інтерес до посадки міжнародних сортів, таких як Совіньйон Блан. Однак місцеві поціновувачі віддають перевагу традиційним солодким червоним винам.

## Класифікація
На даний час в Казахстані немає системи найменування за місцем виробництва.

## Виноробські регіони
Близько 80% вин країни виробляється на Єсікській виноробні в Єсіку, приблизно в 40 кілометрах (25 милях) на схід від Алмати. Куплена швейцарської консалтингової групою в 1996 році і нещодавно продана місцевої компанії Dostar, вона зазнала значних змін завдяки італійській виноробні Marcato Vini та австралійському консультанту. Була проведена велика реконструкція з імпортом технологій «Нового Світу», включаючи ферментери із стрілоподібним важелем, преси з повітряною подушкою, фільтрацію поперечного потоку та виробництво азоту. Виноробня знаходиться на висоті 850 м в горах Тянь-Шаню на південному-сході країни. Інші винні заводи включають Бахус і Тургенський винний завод. У Заїлійському районі Алматинської області 210 га виноградників. За радянських часів в Саркандській та Алакольській областях Джунгарского Алатау, в Алматинській області, були виноградники та виноробні, але вони дуже постраждали спочатку від антиалкогольної кампанії 1985-1988 років, а потім і від наслідків розпаду Радянського Союзу.